# Thorp
Thorp é uma palavra do Inglês medieval para um hamlet ou pequena aldeia, do Inglês antigo (Anglo-Saxão)/ Old Norse Þorp (também thorp). Há muitos nomes de lugares na Inglaterra com o sufixo "-thorp" ou "-thorpe". A maioria está em East Yorkshire, South Yorkshire, Lincolnshire e Norfolk mas alguns estão em Surrey.
Na língua inglesa antiga, Þorp (também thorp) é cognato com o alemão Dorf (como em Rheindorf, a "Aldeia do rio Reno", e Düsseldorf, a "Aldeia do rio Düssel") e o holandês Dorp.